# Elektrická ryba

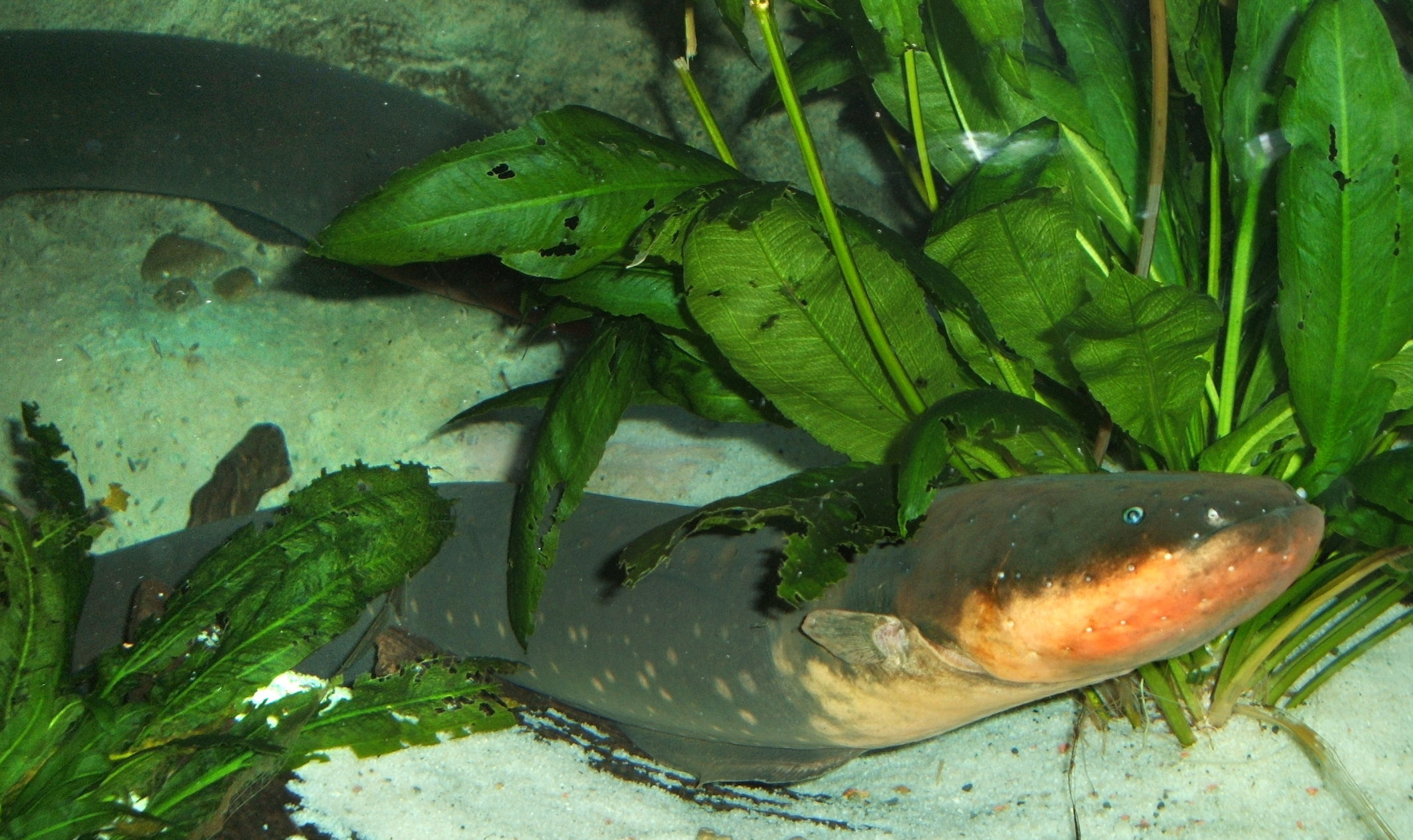
Paúhoř elektrický je schopen generovat elektrické pole jak o nízkém napětí pro elektrolokaci, tak o vysokém napětí k omráčení své kořisti

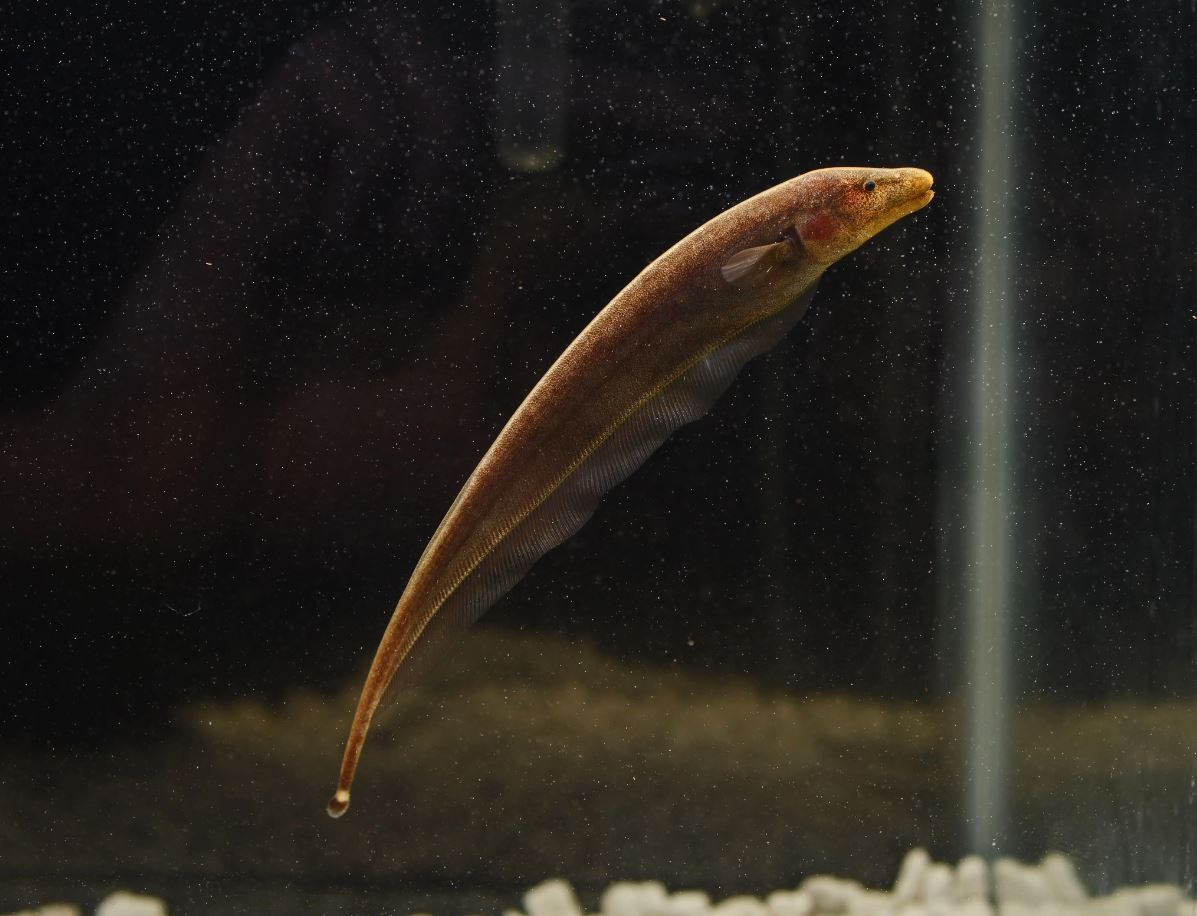
Nožovka tenkonosá

Elektrická ryba je označení pro rybovitého obratlovce, který dokáže generovat elektrické pole, ať už ke snímání okolí, k obraně před predátory nebo k omráčení kořisti. Většina ryb schopných generovat elektrická pole je také elektroreceptivní, tedy elektrická pole zároveň vnímá: jedinou výjimkou je čeleď nebehledovitých (Uranoscopidae). Elektrické ryby představují menšinu všech rybovitých obratlovců, ale zároveň se mezi nimi objevují jak druhy mořské, tak sladkovodní, a jak zástupci chrupavčitých, tak kostnatých. Výzkum elektrických ryb sahá až do 18. století a ovlivnil i Alessandra Voltu či Charlese Darwina.
Elektrické ryby mají pro produkci elektrických výbojů specializovaný elektrický orgán, jenž se skládá z elektrocytů, modifikovaných svalových nebo nervových buněk. Výboje z elektrických orgánů jsou dvou typů, buďto pulzní, anebo vlnové. Schopnost produkovat elektrické pole se pojí s dalšími fenomény. Například dravý africký sumec keříčkovec červenolemý (Clarias gariepinus) detekuje slabé elektrické signály ryb z čeledi rypounovití (Mormyridae), aby je mohl ulovit. To však u rypounů vyvolalo evoluční závody ve zbrojení: vyvinuli si elektrické signály, které je pro sumce těžší zachytit. Břicholemkovití (Hypopomidae) produkují elektrické výboje podobné elektrolokačním výbojům nebezpečného paúhoře elektrického (Electrophorus electricus), což pravděpodobně slouží jako mimikry s cílem odradit predátory. Dlouhoocaskovití (Sternopygidae) modifikují frekvence elektrických výbojů v závislosti na frekvenci jedince v blízkém okolí, aby se zabránilo jejich interferenci; přičemž téměř identické chování se nezávislé vyvinulo u gymnarcha nilského (Gymnarchus niloticus).

## Evoluce a fylogeneze
Všichni rybovití obratlovci – respektive všichni obratlovci – používají elektrické signály pro přenos vzruchů v nervové a svalové tkáni. Primitivním znakem obratlovců je zároveň elektrorecepce, která se objevovala už u jejich posledního společného předka. Původní obratlovčí elektroreceptory se nazývají ampulární, a to podle elektroreceptivních orgánů paryb, Lorenziniho ampulí. Ampule se vyvinuly z mechanoreceptorů postranní čáry a objevují se u mihulotvárných, paryb, dvojdyšných, bichirovitých, lalokoploutvých, chrupavčitých, ocasatých či červorů. Naopak ke ztrátě elektrorecepce došlo u posledního společného předka Neopterygii (ten v taxonu kostnatých sdružuje většinu diverzity paprskoploutvých ryb), blanatých obratlovců, žab a sliznatek. Pokud se u zástupců těchto skupin elektrorecepce objevuje, vznikla teprve druhotně a příslušné elektroreceptivní orgány nejsou homologické s Lorenziniho ampulemi.
Celkem existuje asi 350 druhů elektrických ryb. Břicholemkovití (Hypopomidae) a rypounovití (Mormyridae) využívají aktivní elektrolokaci: generují slabá elektrická pole, jimiž vyhledávají kořist. Někteří rybovití obratlovci, jako paúhoři, mají schopnost vysílat elektrické šoky natolik silné, aby omráčili kořist nebo odpudili predátory. Všichni s výjimkou mořských kostnatých ryb z čeledi nebehledovitých (Uranoscopidae) zároveň využívají elektrolokaci.
Elektrické orgány se u rybovitých obratlovců vyvinuly několikrát nezávislé na sobě, přičemž druhy hned ve čtyřech skupinách mohou vyvolat silný elektrický šok. Většina elektrických orgánů se vyvinula ze svalové tkáně, nicméně jedna skupina nahohřbetých ryb, čeleď nožovkovití (Apteronotidae), odvodila svůj elektrický orgán z tkáně neurogenní. Evoluce elektrogeneze se pojila i s několika konvergencemi. Častá je např. ztráta nebo zmenšení ocasní ploutve, čímž se snižuje boční ohyb těla při plavání a tím vzniká stabilnější elektrické pole. Některé novější teorie považují za důležitý spíše rozvoj mozečku, který umožňuje predikovat a odfiltrovat senzorické vstupy generované při plavání. U rypounovitých mozeček tvoří 60–70 % hmotnosti celého mozku, přičemž elektrické signály procesuje výrazně zvětšená část mozečku zvaná valvula cerebelli.
Zvlášť výrazné konvergence lze pozorovat u afrických rypounovitých a jihoamerických nahohřbetých, a to i na molekulární úrovni – obě skupiny například využívají stejný duplikovaný gen pro α-podjednotku sodíkového kanálu. Studie z roku 2012 navíc přinesla zjištění, že obě skupiny mohou být stejně staré a u obou z nich uplynula i podobná doba do vzniku elektrorecepce a následné elektrogeneze. Toto neobvykle podobné načasování mohly hypoteticky vyvolat např. podobné environmentální podmínky na začátku svrchní křídy, ale to zůstává v rovině spekulací.
Je důležité poznamenat, že elektrické ryby nejsou monofyletickou skupinou. Jako ryby ve smyslu rybovitých obratlovců jsou v tomto článku zároveň označováni i zástupci třídy paryb.

## Elektrické ryby se slabými výboji

Rypoun je elektrická ryba se slabými výboji, která elektrickým orgánem vytváří elektrické pole, elektroreceptory detekuje malé odchylky v poli a detekované signály zpracovává v mozku, aby lokalizovala blízké objekty.

Tyto ryby generují výboje o napětí obvykle menším než jeden volt. Ty jsou příliš slabé na to, aby omráčily kořist, ale hodí se pro navigaci, ve spolupráci s elektroreceptory v kůži pak i pro elektrolokaci a elektrokomunikaci s jinými elektrickými rybami. Ryby se slabými výboji se objevují zejména v řádu ostnojazyční (Osteoglossiformes), jenž zahrnuje rypounovité a gymnarcha nilského, a u některých nahohřbetých (Gymnotiformes). Schopnost generovat elektrické pole se u obou skupin vyvinula konvergentně, stejně jako některé podobné projevy chování, ovšem umístění elektrických orgánů se různí. Slabé elektrické výboje generují dále např. některé čeledi afrických sumců (Siluriformes).

## Elektrické ryby se silnými výboji

Impedanční přizpůsobení u elektrických ryb se silnými výboji. Protože mořská voda klade menší odpor než sladká voda, mořské ryby produkují mnohem vyšší proud, ale nižší napětí

Mezi tyto rybovité obratlovce patří paúhoři z rodu Electrophorus, pasumcovití (Malapteruridae), nebehledovití a parejnoci (Torpediniformes). Tito rybovití obratlovci generují elektrický výboj dostatečně silný na to, aby omráčil kořist nebo potenciálního narušitele, zároveň využívají generované pole i k navigaci. Generované napětí ryb se silnými výboji se pohybuje od 10 do 860 voltů, s proudem až 1 ampér. Hodnoty se liší podle okolí, zejména podle odlišné vodivosti slané vody v porovnání se sladkou vodou. Pro maximalizaci výkonu dodávaného do okolí tedy došlo k takovým adaptacím, aby se měrná impedance elektrického orgánu blížila impedanci okolního prostředí:
- Mořské ryby generují elektrické výboje o nízkých hodnotách napětí a vysokých hodnotách proudu. Ve slané vodě totiž stačí pouze malé napětí k vyvolání velkého elektrického proudu. Aby se snížil vnitřní odpor elektrického orgánu, elektrocyty elektrického orgánu jsou u takových ryb zapojeny paralelně.
- Sladkovodní ryby generují elektrické výboje o vysokých hodnotách napětí a nízkých hodnotách proudu. Protože sladkovodní prostředí klade vyšší odpor, elektrocyty elektrického orgánu jsou zapojeny sériově, aby se zvýšil také vnitřní odpor elektrického orgánu.

## Elektrický orgán

Anatomie paúhoře elektrického s jeho třemi elektrickými orgány. Hlavní orgán je dlouhý, s mnoha sériově zapojenými elektrocyty, které generují vysoké napětí

Elektrické ryby mají pro generování elektrických výbojů specializovaný elektrický orgán. Elektrické orgány se mezi různými skupinami elektrických ryb značně liší, vyvinuly se z elektricky aktivních tkání schopných excitace, resp. akčního potenciálu. Většina elektrických orgánů se tak odvozuje ze svalové tkáně, v některých případech pak z nervové tkáně. Orgán může ležet podél osy těla, jako u paúhoře elektrického nebo gymnarcha nilského; anebo v ocasu, jako u rypounovitých; anebo v hlavě, jako u parejnoků nebo nebehledovitých. Elektrické ryby mohou mít zároveň více různých elektrických orgánů, jako se tomu děje u paúhořů. Tzv. hlavní elektrický orgán a Hunterův orgán paúhoře generují silné elektrické výboje, zatímco Sachsův orgán a část Hunterova orgánu se vyvinuly pro generování slabých výbojů.

### Fyziologie

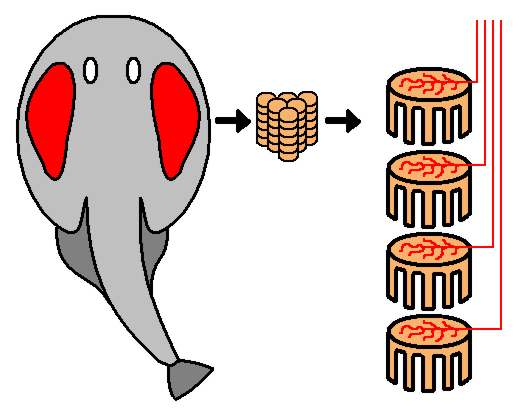
Parejnok (Torpediniformes) a schéma jeho párových elektrických orgánů a elektrocytů

Elektrické orgány jsou tvořeny elektrocyty, velkými plochými buňkami, které vytvářejí a ukládají elektrickou energii pro vytvoření elektrického výboje. U paúhoře přední konec elektrocytu reaguje na podněty z nervového systému a je vybaven sodíkovými kanály, zatímco zadní konec buňky je vybaven sodno-draselnými pumpami. Po stimulujícím signálu z nervového systému se elektrocyty polarizují. Neurotransmiter acetylcholin uvolněný ze synaptických váčků nervových buněk aktivuje nikotinové acetylcholinové receptory, s výsledným vtokem sodných iontů do elektrocytů. Kladně nabité sodné ionty způsobí mírnou depolarizaci buněčné membrány, čímž dojde k otevření napěťově ovládaných sodíkových kanálů na předním konci buňky a rychlému vtoku dalších sodných iontů. V důsledku toho se přední konec každého elektrocytu stává pozitivně nabitým, zatímco zadní konec elektrocytu zůstává vlivem činnosti sodno-draselných pump nabitý negativně. Tak dojde ke vzniku rozdílů elektrických potenciálů (tj. ke vzniku elektrického napětí). Po jeho uvolnění se obě strany buněčné membrány až do další stimulace navrátí ke klidovému potenciálu. U mořských elektrických ryb membrány elektrocytů negenerují akční potenciál aktivitou napěťově řízených iontových kanálů, depolarizaci zajišťuje synaptická signalizace.

### Vlastnosti elektrolokačních výbojů
Výboje z elektrických orgánů se při elektrolokaci musí měnit v čase, aby ryby pomocí nich mohly vnímat okolní prostředí. U rypounovitých mají výboje pulzní průběh, zatímco u parejnoků či gymnarcha nilského mají průběh vlnový. Ryby s vlnovým průběhem výbojů využívají jednu frekvenci hodiny, dny nebo dokonce měsíce, poněvadž její změna vyžaduje související vyladění elektroreceptorů. Tento proces je hormonálně řízen a trvá dlouho. Zároveň platí, že ryby žijící v rychle tekoucí vodě mají vyšší frekvenci výbojů než ryby žijící ve vodě stojaté (pro nahohřbeté např. 1000–2000 výbojů/sekundu versus 2–20 výbojů/sekundu). Sladkovodní druhy vysílají kratší pulzní výboje než druhy mořské, s výjimkou sumců z čeledi keříčkovcovitých (Clariidae).

## Elektrokomunikace

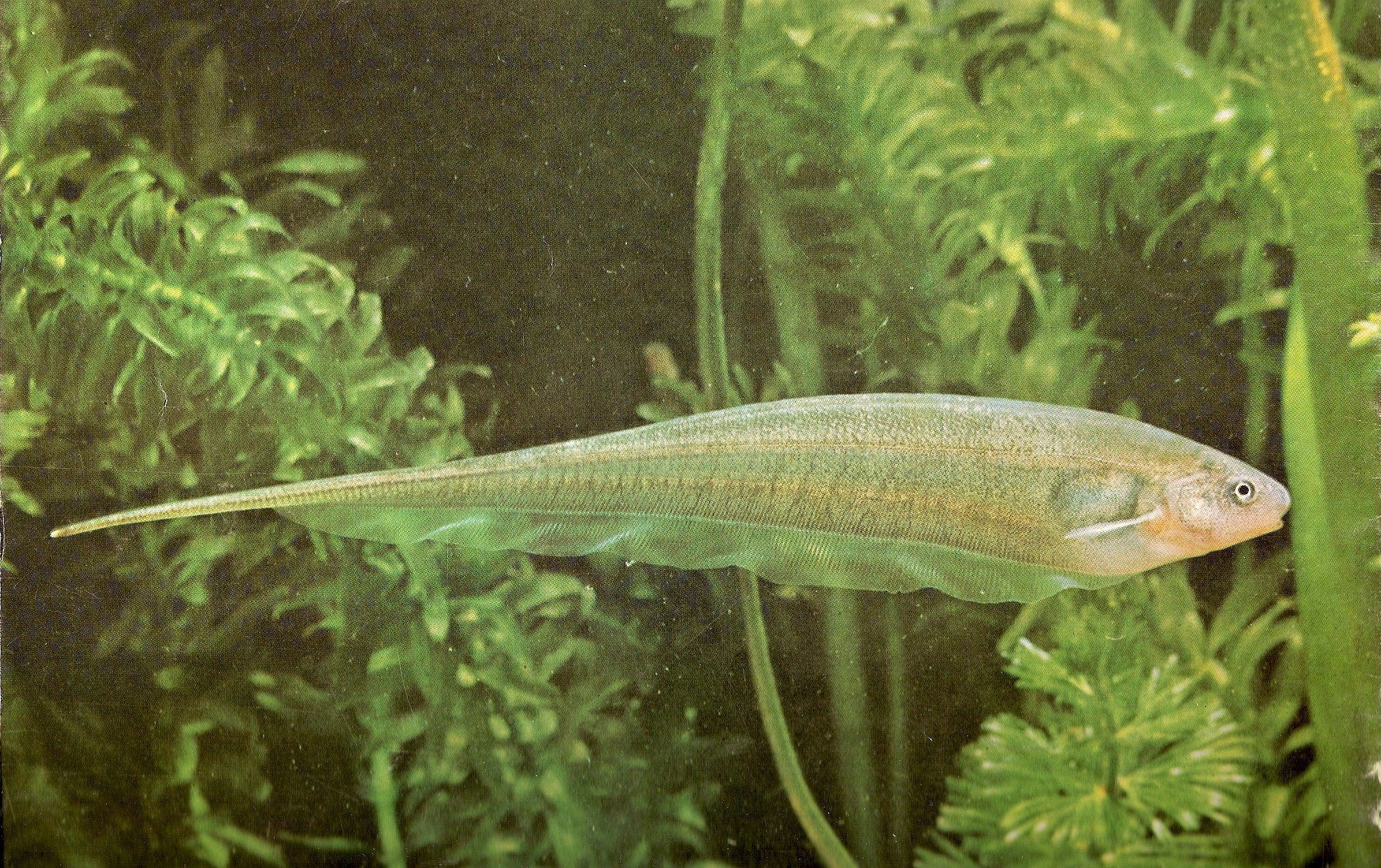
Eigenmannia virescens

Ryby se slabými elektrickými výboji mohou komunikovat modulací elektrického signálu, který generují. Toho využívají k přilákání partnerů, ke vzájemné identifikaci nebo při teritoriálních projevech. Elektrické signály bývají pohlavně dimorfní. Například u dlouhoocasky rodu Eigenmannia mají elektrické signály produkované samicemi charakter sinusoidy s malým množstvím harmonických složek, naopak u samců mají ostřejší nesinusový průběh s výrazným množstvím harmonických složek. Samci některých druhů produkují složitý „elektrický zpěv“ k přilákání samic. Pokud jsou tyto složité signály přehrávány přes audio reproduktor, často mají podobu různého cvrlikání či skřípání, někdy zrychlovaného, anebo naopak přerušovaného. Poněvadž jsou takové signály zároveň druhově specifické, jako u rypounovitých ryb, mohou napomáhat vzniku reprodukční izolace během speciací.
Elektrické signály mohou v pohlavním výběru vystupovat kvůli své nákladnosti jako tzv. poctivé signály. U břicholemek rodu Brachyhypopomus samci k přilákání samic produkují nepřetržitý elektrický signál, čímž však spotřebují 11–22 % svých energetických zásob. Naopak samičí elektrokomunikace je výrazně méně nákladná (3 %). Samice preferují velké samce, již také zvládají produkovat signály s větší amplitudou. Charakter amplitudy zároveň závisí na cirkadiánních rytmech, během dne břicholemky spíše šetří energií.

### Antipredační chování

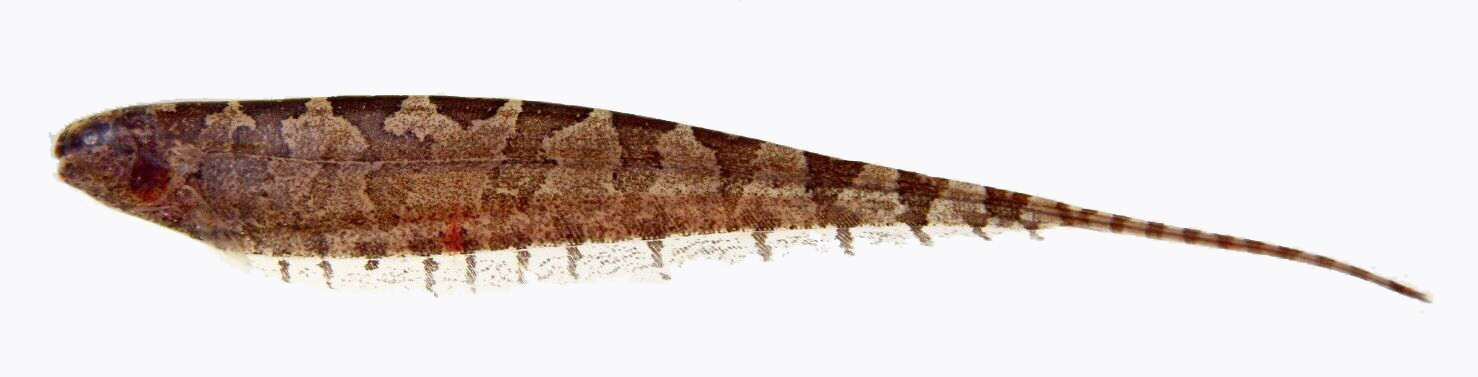
Břicholemka

Elektrické ryby mohou výboje využívat k odpuzování potenciálních predátorů nebo narušitelů. Paúhoři rodu Electrophorus dokážou generovat elektrické šoky účinné i proti velkým predátorům, jako jsou jaguáři a kajmani. Již při délce těla asi 40 cm překračují výboje paúhořů rodu Electrophorus práh bolesti mnohých druhů včetně člověka či koně. Paúhoři zároveň při obraně mohou vyskakovat z vody a potenciální predátory brodící se vodou se snaží zasáhnout přímým kontaktem, jak prokázaly experimenty s lidskou paží. Vzhledem k nebezpečí, jaké paúhoři představují, je některé neškodné druhy napodobují. Břicholemkovití například vydávají nízkonapěťové výboje podobné elektrolokačním výbojům paúhořů, což snad představuje formu mimikry (tzv. batesovské mimikry).
Ryby produkující silné elektrické výboje k obraně je nemusejí používat proti jedincům vlastního druhu. Pasumcovití využívají elektrické výboje k vypuzení jiných zvířat od svých úkrytů, ovšem mezi samotnými pasumci probíhají spíše ritualizované souboje s otevřenými ústy a občasným kousáním, zatímco výboje proti sobě používají jenom výjimečně.
Některé ryby se soustředí na zachycení signálů elektrolokalizujích ryb a ty na základě nich vyhledávají a loví. Sumec keříčkovec červenolemý (Clarias gariepinus) tímto způsobem stopuje rypouny velkošupinaté (Marcusenius macrolepidotus). Predace ze strany sumců však u rypounů odstartovala evoluční závody ve zbrojení, s výsledným vznikem složitějších signálů, které sumci hůře detekují. Jiné ryby se v přítomnosti predátora na nějaký čas jednoduše odmlčí; činí tak například paúhořovci rodu Gymnotus, pokud hrozí predace ze strany paúhořů elektrických.

### Rušení signálu

Schéma jamming avoidance response

Již v 50. letech 20. století se teoretizovalo, že signály vysílané elektrickými rybami plavajícími blízko sebe mohou navzájem interferovat. V roce 1963 Akira Watanabe a Kimihisa Takeda popsali, jak tento problém řeší dlouhoocasky rodu Eigenmannia. Když se k sobě dvě dlouhoocasky přibližují, jejich elektrická pole interferují. Tato interference vytváří rázy v závislosti na rozdílu frekvencí elektrických signálů obou jedinců. V případě, že jsou rázy příliš pomalé, vede to u ryb k chování v anglojazyčné literatuře popsanému jako jamming avoidance response: jedinec vydávající signál o vyšší frekvenci tuto frekvenci nadále zvyšuje, zatímco jedinec vydávající signál o nižší frekvenci ji recipročně snižuje. Podobnou reakci nevyužívají pouze dlouhoocasky, ale v roce 1975 ji Walter Heiligenberg popsal rovněž u vzdáleně příbuzného gymnarcha nilského. Jamming avoidance response je tedy dalším příkladem konvergentní evoluce mezi elektrickými rybami z Afriky a Jižní Ameriky. Neurální řízení tohoto chování i následná behaviorální reakce navíc probíhají u obou skupin téměř identicky.

## Historie

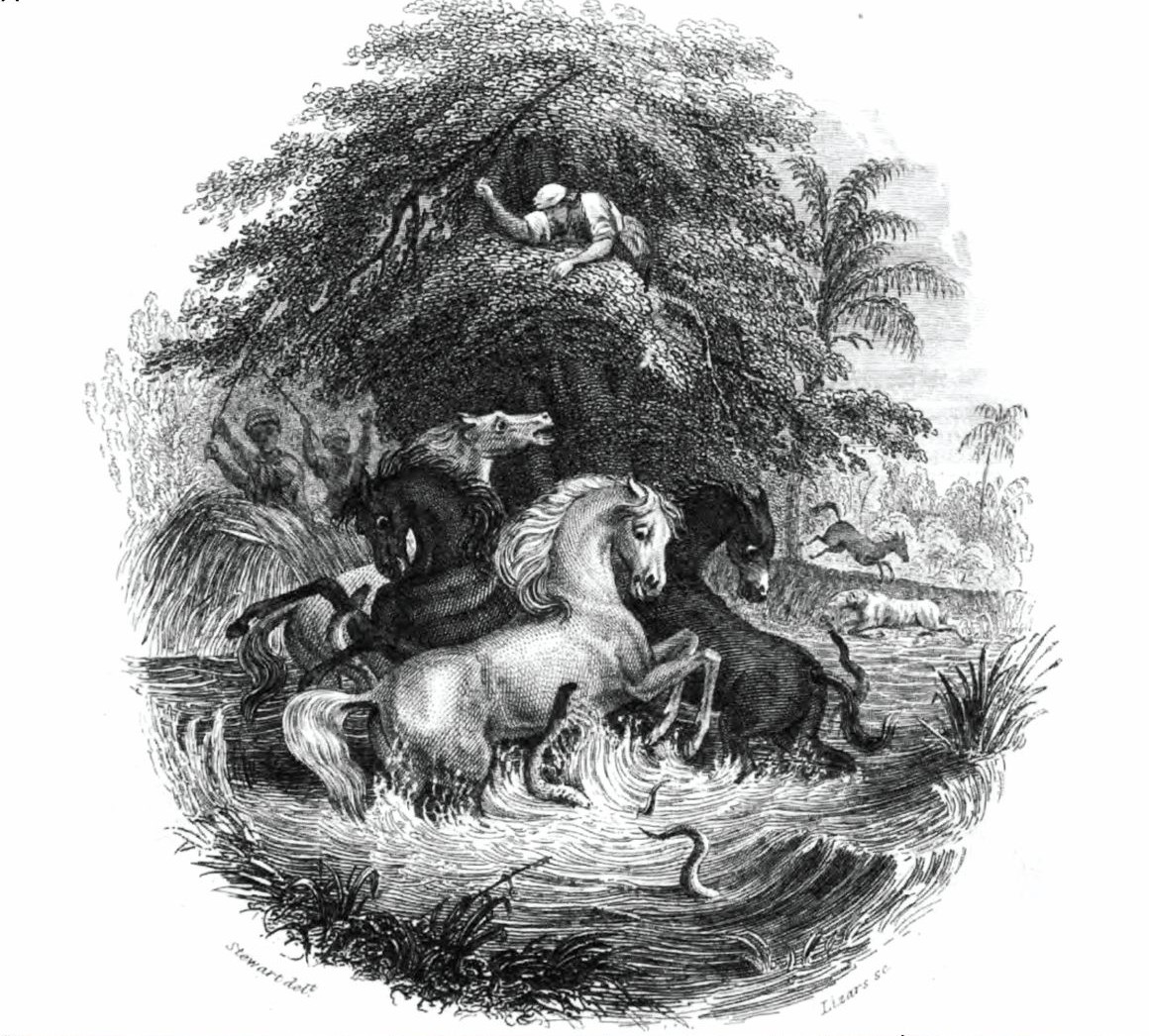
Humboldtův lon na paúhoře na uměleckém ztvárnění

Elektrické rybovité obratlovce znali lidé již ve starověku: například za antického Řecka a Říma využívali parejnoky k léčivým účelům. Zvýšený zájem o tyto obratlovce však vypuknul teprve v 18. století, a to jak díky vlivu raných výzkumníků elektrických jevů, jako byl zejména Benjamin Franklin, tak díky průzkumům Nového světa, kde se evropští osadníci setkali s paúhoři a parejnoky schopnými vydávat silné elektrické šoky. Prokázat elektrickou povahu těchto šoků, zpočátku připisovaných mechanickým vibracím, se snažil zejména John Walsh, ačkoli jeho pokusy s parejnoky byly v tu dobu pokládány za neprůkazné: nepodařilo se mu přimět parejnoka k vyvolání viditelné jiskry. Úspěch slavil teprve s paúhořem, kterého roku 1776 představil publiku z Královské společnosti ve svém sídle v Mayfairu. Současně s Walshem se o parejnoky a paúhoře zajímali i lékaři a morfologové, konkrétně John Hunter či Hugh Williamson, přičemž Hunter také jako první podrobně popsal stavbu elektrického orgánu. Tehdejší výzkumy inspirovaly i Alessandra Voltu, vynálezce galvanického článku, a o elektrické ryby se zajímal i Charles Darwin. Kvůli složitému elektrickému orgánu i jeho přítomnosti u několika nepříbuzných linií elektrické ryby považoval za výzvu pro svou evoluční teorii přírodním výběrem.
Z 18. a 19. století pocházejí zprávy o chování elektrických ryb i z volné přírody. Alexander von Humboldt se zmiňuje o lovu na paúhoře během jeho expedice na řece Orinoko. Domorodci nahnali do mělké vody s paúhoři koně, kteří ryby svou přítomností vyprovokovali k elektrickým výbojům. Humboldtova výprava pak vyčerpané paúhoře mohla bezpečně harpunovat, ačkoli při této akci uhynulo i několik koní.
Co se týče novějších objevů, v 80. letech 20. století se podařilo popsat sekvenci nikotinového acetylcholinového receptoru a napěťově řízeného sodíkového kanálu právě díky elektrickým rybám – jejich elektrocyty se ukázaly být bohatým zdrojem zmiňovaných proteinů.